# Pedro Itriago Chacín
Pedro Itriago Chacín (Zaraza, estado Guárico, 9 de septiembre de 1875 - Islas Canarias, 19 de mayo de 1936) fue un abogado, jurista, profesor universitario y político venezolano. Ministro de Relaciones Exteriores en los gobiernos de Juan Vicente Gómez y Eleazar López Contreras, por casi quince años. 

## Primeros años
Hijo de Hilario Itriago Gibert y Josefa Chacín, sus primeros estudios los realizó en Zaraza, mientras que el bachillerato lo cursó en el Colegio Federal de Barcelona y los estudios universitarios los llevó a cabo en la Universidad Central de Venezuela, donde estudió derecho y luego se doctoró en ciencias políticas en 1899. Para 1901 es colaborador del periódico El Porvenir y de la revista Ariel. Sus simpatías hacia la figura del general José Manuel Hernández, lo mantienen alejado del régimen de Cipriano Castro (1899-1908). 

## Vida política
Luego de ejercer las judicaturas de los estados Estado Anzoátegui y Sucre, en 1911 funda en Caracas, junto con el doctor Ramón Parpacén, la revista Patria Futura. Asimismo, por este tiempo ocupa el cargo de presidente de la Corte Suprema del Distrito Federal. Sin embargo, su negativa a entregar el expediente del juicio seguido a Eustoquio Gómez, condenado a quince años de presidio por el asesinato del gobernador del Distrito Federal Luis Mata Illas en 1907, lo obliga a renunciar. Se retira a Los Teques, donde se dedica a dictar clases en el liceo San José.
En 1915, es llevado a la consultoría jurídica del Ministerio de Relaciones Exteriores por su amigo el canciller Esteban Gil Borges y dicta la cátedra de Historia del Derecho Romano en la Universidad Central de Venezuela. En ese mismo año es elegido para ser miembro de la Academia de Ciencias Políticas, pero nunca formalizó su incorporación a dicha institución.
Su obra Estudios jurídicos (1915) fue premiada en Buenos Aires. Canciller encargado en 1921, con la anuencia del general Juan Vicente Gómez, Itriago Chacín sustituye a Gil Borges, permaneciendo en el cargo desde 1921 hasta 1936. En su condición de canciller logró una devolución de territorio nacional al conseguir del gobierno colombiano que el apostadero del río Meta fuera trasladado de Curazaíto a isla de Venado y que el trazado de los linderos entre Yavita y Pimichín fuera favorable a Venezuela. 
Fueron sus colaboradores de despacho los intelectuales Santiago Key Ayala, Lisandro Alvarado y José Austria. Con motivo de la ruptura de las relaciones diplomáticas con México en 1923, pronunció la célebre frase: «Venezuela ni provoca ni teme». Profesor de historia y filosofía del derecho internacional en la Universidad Central de Venezuela, sintetiza sus lecciones magistrales en la obra En la cátedra (1930), adoptada luego como libro de texto en Chile. Encargado de la presidencia en 1931, a raíz de la renuncia de Juan Bautista Pérez, es confirmado en el cargo de canciller después de la muerte de Gómez por el presidente Eleazar López Contreras. 
Aunque la reacción de febrero de 1936 lo obliga a renunciar, es el único ministro del régimen gomecista cuya última Memoria y Cuenta es aprobada por el Congreso Nacional. Finalmente, objeto de insultos y vilipendios que culminan con el saqueo de su casa, tiene que salir del país y refugiarse en las islas Canarias donde muere a la orilla del mar, aparentemente a causa de una deficiencia cardiaca.